# Dag Aabye
Dag Aabye (nascido em 1941 em Sigdal, Noruega), é um corredor de resistência que vive em um ônibus reformado na propriedade de seus amigos, não muito longe de Silverstar Road, na Colúmbia Britânica, Canadá. Todo mês de agosto ele compete, e muitas vezes termina, a Canadian Death Race de 125 quilômetros. A corrida é extremamente cansativa, com mais de 17.000 pés de escalada. Os cineastas Justin Pelletier e Adam Maruniak lançaram recentemente um documentário sobre ele intitulado Never Die Easy: The Dag Aabye Story.
Na década de 1960, Aabye era instrutor de esqui na Grã-Bretanha e trabalhou como dublê de cinema, incluindo esquiar no filme de James Bond Goldfinger de 1964. Ele logo depois se mudou para a área de Whistler Mountain do Canadá, onde se tornou conhecido por suas primeiras descidas de esqui na montanha.